# 劇場版 忍たま乱太郎 ドクタケ忍者隊最強の軍師
『劇場版 忍たま乱太郎 ドクタケ忍者隊最強の軍師』（げきじょうばん にんたまらんたろう ドクタケにんじゃたいさいきょうのぐんし、英:Nintama Rantarō: Invincible Master of the Dokutake Ninja）は、阪口和久の著書『小説 落第忍者乱太郎 ドクタケ忍者隊 最強の軍師』を原作とする亜細亜堂制作の日本の長編アニメーション映画。2024年12月20日に公開された。監督は2011年公開の劇場版に引き続き藤森雅也、脚本はテレビシリーズやミュージカル版の脚本家で原作小説の作者でもある阪口和久が担当。
小説は2013年に発売されて以降、品薄となりプレミア化していたが、本作の公開に合わせて2024年4月22日に復刻された。また、11月には原作版・アニメ版の土井半助が描かれたスペシャルカバー版が販売された。2025年7月22日には本編では語られなかったエピソードを加筆した完全版が発売された。
2011年に公開された『劇場版アニメ 忍たま乱太郎 忍術学園 全員出動!の段』以来13年ぶりで3作目となる『忍たま乱太郎』の劇場アニメ。
キャッチコピーは「迫る、白き闇。」「いつだって、そばにいてくれた。」「忍たま史上、最強。」「土井半助、失踪。」「天鬼、襲来。」。

## 沿革
2024年2月22日に行われたイベント『忍たま30記念！劇場版2作品特別上映会』で発表され、ティザービジュアルと超特報が公開された。
2024年4月10日、ティザービジュアル制作の裏側を捉えたメイキング映像が公開された。
2024年4月25日、特報第1弾となる本編映像が初公開され、ストーリーも発表された。
2024年7月16日、特報第2弾、ティザービジュアル、乱太郎・きり丸・しんべヱ・土井半助のキャラクタービジュアルが公開され、公開日が12月20日に決定した。
2024年7月28日、なにわ男子が主題歌を担当することが発表され、メンバーである大西流星と藤原丈一郎がゲスト声優として出演することが決定した。
2024年8月16日に六年生のキャラクタービジュアルが、8月23日に五年生のキャラクタービジュアルが、8月30日に山田伝蔵と山田利吉のキャラクタービジュアルが、9月21日に天鬼のキャラクタービジュアルがそれぞれ公開された。
2024年10月1日、本予告、メインビジュアル、稗田八方斎・雑渡昆奈門・諸泉尊奈門のキャラクタービジュアルが公開され、主題歌のタイトルが「ありがとう心から」に決定した。
2024年11月12日、オリジナルキャラクターで大西が演じる桜木清右衛門と藤原が演じる若王寺勘兵衛のキャラクタービジュアルが発表された。
2024年11月20日、土井と天鬼が背中合わせに描かれたビジュアルが公開され、天鬼の声優を関俊彦が担当することが発表された。

### プロモーション
2024年7月19日より劇場マナーCM映像がMOVIX、ピカデリー、イオンシネマで上映。これに先駆け、7月10日にYouTubeで公開された。
2024年10月25日から12月19日にキャラクターを紹介する幕間映像が松竹マルチプレックスシアターズ系列の映画館で上映。ナレーションは乱太郎役の高山みなみが担当。YouTubeでは『このキャラクターさえ押さえておけば 忍たま映画が楽しめる ！『劇場版 忍たま乱太郎 ドクタケ忍者隊最強の軍師』幕間映像』のタイトルで10月24日に公開された。
2024年11月22日、なにわ男子が歌う「勇気100%」とのコラボMVが公開された。
2024年11月29日、特別映像『だいたい2分でわかる「忍たま乱太郎」』が公開された。
2024年12月6日、CM「ありがとう心から」編と「勇気100%」編が公開された。
2024年12月13日、桜木役の大西と若王寺役の藤原のアフレコメイキングの映像が公開された。
2024年12月17日に特別映像の前半として大西と藤原が本作の制作を担当した亜細亜堂に潜入する動画が、18日に特別映像の後半として大西、藤原と本作の監督である藤森雅也によるインタビュー映像が公開された。
2024年12月26日、料理研究家である土井善晴からのコメントが公開された。

## 制作

### 企画・経緯
映画化のきっかけはプロデューサーの御手洗絵里がファンから勧められて小説を読んで世界観の深さに驚き、「この感動を多くの人に伝えたい」と提案したことによる。御手洗は子供の頃に『忍たま』を視聴しており、親になってから子供と一緒に再び見始め、変わらない乱太郎たちの姿を嬉しく見ていたという。
映画化が決定したのは2022年で、本作の劇伴を担当した馬飼野康二は2023年11月辺りに映画化の話を聞いたという。

### スタッフィング
監督は2011年公開の『劇場版アニメ 忍たま乱太郎 忍術学園 全員出動!の段』で監督を務め、テレビシリーズの初代キャラクターデザインも務めた藤森雅也が担当した。これは御手洗が「ぜひこの小説を映画にしたい」と藤森を指名したことによる。藤森は2023年に放送された殺し屋たちの活躍を描くオリジナルアニメ『REVENGER』で監督を務めており、「今回の『乱太郎』もシリアスを求められる内容ということで指名してくれたのかな」と経緯を語っている。
藤森はキャラクターデザインを降板してからは『忍たま乱太郎』に携わっておらず、忘れている箇所も多くあったという。時代考証やキャラクター同士の関係などが細かく決まっている作品であることから、設定資料、忍術や戦国時代の資料、これまで発売されてきた関連書籍などに目を通し準備に時間をかけたという。だが、『忍たま乱太郎』から離れていたこそのメリットもあり、作品をより客観的に見られるようになったとも語っている。

### 脚本
原作小説では乱太郎・きり丸・しんべヱを除く一年は組の出番が少なかったが、本作では出番や活躍が増やされている。藤森は小説を読んだ際にファン向けの作品としては面白かったが、『忍たま』として銘打つには一年は組の要素が少なく、幅広い世代に楽しんでもらうには映画にするのは難しいと感じていた。また、原作そのままだと映画としては尺が短いという懸念もあり、制作にあたり一年は組の要素を増やすところから始めていった。
一年は組が活躍するというラインを一本立てたいという構想はあったが、それをどのように全体と組み合わせていくかが課題であった。一年は組のラインと六年生のラインが最終的に一つになって終わらせないといけなかったことから、脚本の阪口和久には何度も直しに付き合ったという。
土井ときり丸の関係というものがどんどん大きな器の中に入っていくという構造が見えたときに最初の光明が見えたといい、きり丸だけの話ではなく他の人からの物語でもあるという映画の幹ができあがったという。そこから先のプロット作業でも苦労したが、この幹ができるまでに半年かかったという。
阪口は藤森から「映画にするならば一年は組を中心とした物語に再構成する必要がある」と話をもらい、一年は組の活躍を盛り込む形で脚本を書いていった。原作小説で一年は組の出番が少なくなった理由として、出演者が限られるミュージカル版の流れで書いており、自分の手腕ではキャラを増やしすぎるとうまくまとめることができなかったと語っている。
天鬼と六年生の戦闘シーンも変更されている。原作小説では天鬼と直接戦うのは文次郎と仙蔵の2人で、他の六年生は周囲の敵を引きつける役に徹する展開となっていたが、映画では六年生全員が天鬼と戦っている。映像になるならば6人を一気に戦わせれば映え、天鬼の強さが際立つことから6対1の戦闘に再構成した。また、戦闘が行われた時間も暗い夜から昼間の明るい時間へと変更された。小説では闇夜の人の動きを文章で説明できるが、映像にすると動きが追いづらくなることから、戦闘が行われているタイミングを明るい時間にずらしている。
原作者である尼子騒兵衛には節目ごとにプロットやシナリオ、絵コンテを見てもらったが、大きな修正はなかったという。

### 演出
六年生たちはプロ並みの力量を持っていて優秀だが、それでも天鬼が一枚上手という形で描写している。六年生と天鬼が戦うシーンでは六年生は実直に地面を走り回っているが、天鬼はもっと立体的に高さを利用した動きで竹林の上を移動するといった描き分けをして実力の差を出してるという。後半にある雑渡昆奈門と利吉・卒業生である桜木清右衛門、若王寺勘兵衛の戦闘シーンはほとんど空中戦になっており、そういった部分でも六年生との差を明確に描いたという。

### オリジナルキャラクター
本作はオリジナルキャラクターとして忍術学園の卒業生である桜木清右衛門と若王寺勘兵衛が登場している。卒業生を2人出すというアイデアは、企画の初期段階からあった。尼子は六年生と被らないようにすっとした真面目な人と、ちょっと骨太な人にデザインしたという。松竹といえば歌舞伎であることから、若王寺にはその要素を取り入れたという。持っている武器もせっかくなら今まで登場していない武器がいいと思い、細かいところまで指定して設定画を作ってもらっている。

### キャスティング・演技
本作のオリジナルキャラクターである桜木と若王寺はなにわ男子の大西流星と藤原丈一郎が担当した。桜木役の大西は本作で声優初挑戦、若王寺役の藤原は2020年公開の映画『HoneyWorks 10th Anniversary “LIP×LIP FILM×LIVE”』に続き2度目の声優参加となる。大西と藤原のアフレコには雑渡昆奈門役の森久保祥太郎が演技指導として参加した。大西はアクションシーンの攻撃を受けるときと攻めるときの声の違いを試行錯誤した。声質に関してはいつもより低く、太くしっかり出せるように工夫したという。藤原はアクションシーンで攻撃されるときの「グワッ」という台詞の合わせ方が分からず、このシーンは事前準備をしないようにしたという。練習したことが出来なくなるのは嫌で、その場で求められたことを実践しようと思ったと語っている。また、キャラクターに関する説明台詞がなく、自分をどう出すべきか悩んだという。卒業生という設定から観ている人に「この子らはしっかりしている」と思ってもらえるように心掛けた。
きり丸役の田中真弓はギャグとシリアスのバランスに悩んだと語っている。前半は『忍たま』らしく、笑えるところも多いが、話が佳境に向かうところできり丸の目が銭になるシーンはシリアスなストーリーを踏まえた方がいいのか、それともギャグに振り切った方がいいのか悩んだという。また、起承転結の「転」「結」のところはふざけられなかったという。藤森から「少し喜怒哀楽を抑えてください」とディレクションを受け、「それはそれで不安になった。これ『忍たま』だよね？って」と振り返っている。これに対し藤森は「感情の流れは途切れないようにしつつ、喜怒哀楽のもう少し深いところを演じていただきました」と語っている。
乱太郎役の高山みなみとしんべヱ役の一龍斎貞友は日常の延長戦といった感じで、そこまでシリアスに寄ることはなかったという。高山は土井が大変な目に遭ってることを乱太郎たちは知らないので、あくまできり丸を心配する話として演じたという。
土井 / 天鬼役の関俊彦はアフレコ前に藤森から「天鬼は土井先生と全くの別人格ですが、土井先生の性格や声質が重なるところがあり、それがふとした瞬間に垣間見えるようにしたい」と説明を受けており、演じる上でこのさじ加減が悩みどころであったという。後半の天鬼の大事な台詞では、台本のト書きに「優しくも冷たくもない、絶妙な芝居で」と書かれており、一番のプレッシャーであったが、事前に説明を受けたおかげで一発OKとなったという。
藤森はキャラクターの表情芝居について、「パキッとした喜怒哀楽じゃなくて、内側と外側の気持ちの差を表現できないか」とディレクションを行った。

## あらすじ
タソガレドキ忍者・諸泉尊奈門に挑まれた決闘に向かった忍術学園一年は組教科担当教師・土井半助が消息を絶ってしまう。諸泉と彼の上司である雑渡昆奈門から事情を聞いた忍術学園一年は組実技担当教師・山田伝蔵と六年生たちは、土井の捜索にあたる。
一方で何も知らない一年は組では土井と山田の代わりに雑渡と諸泉が教壇に立つことになり、授業に異様な緊張感が漂い始める。そんな中きり丸は偶然にも土井が行方不明になった状況を知ってしまう。
土井を捜索している六年生の前に突如、土井と瓜⼆つであるドクタケ忍者隊の軍師・天鬼が現れる。

## 登場人物

### 忍術学園

#### 主要人物
猪名寺 乱太郎（いなでら らんたろう）
声 - 高山みなみ
本作の主人公。一年は組の生徒。摂津国出身。先祖代々三流忍者の家系に生まれ、忍術学園で一流の忍者を目指している。酷い乱視を抱えているが、この乱視で敵の分身を見破ったり、重なった似顔絵を判別したりすることが出来る。100mを10秒で走る学年一の俊足で、急ぎの伝令を任されることが多い。また、2mの壁を飛び越える跳躍力も見せるなど高い身体能力の持ち主であり、「風雲小僧」の異名を持つ。絵を描くことが得意で似顔絵をよく描く。いざという時の閃きは冴えており、実戦において機転を見せることが多い。素直で明るく、周りを気遣う優しい心の持ち主で思い遣りのある性格だが、それ故によく妙な事件に巻き込まれる。
同室であるしんべヱと共に、担任・土井半助が行方不明になった状況を知って元気が無く無口になったクラスメート・きり丸の違和感にいち早く気付き、彼の事を心配している。
摂津の きり丸（せっつの きりまる）
声 - 田中真弓
本作の主役。一年は組の生徒。摂津国出身。戦で村を焼かれて家と家族を失い天涯孤独になった後に忍術学園に通い、忍者を目指している。学費と生活費を稼ぐ為に日夜アルバイトに勤しみ、逞しく生きている。忍術学園の長期休暇中は過去に同じような境遇を体験している担任である土井の家に居候している。8桁の掛け算を暗算で熟す特技を持つ。かつて自身が戦災孤児だったことや日々のアルバイトの経験、他の一年は組の生徒と同様に妙な事件に巻き込まれていることなどから学年の生徒の中で最も実戦経験が豊富であり、鋭い推理力と理解力、聴力を併せ持っている。また、金銭の問題が話の内容に絡むと様々な知識や驚くべき知恵や才能を発揮する。実戦経験の豊富さと金銭に対する執着心から商才に優れており、地頭も良いため、作戦面では何かと頼りになる存在である。学年の生徒の中で最も壮絶な戦災孤児という過去を持つ一方、普段はそのことを全く感じさせない明るい性格である。自身の過酷な生い立ちを感じさせる一言を呟くことも稀にある。
偶然にも担任かつ自身の保護者である土井が行方不明になった状況を知り、それ以降は元気が無くなり暗い性格になるも、土井の生存・帰還を信じて日々を送る。
福富 しんべヱ（ふくとみ しんべえ）
声 - 一龍斎貞友
一年は組の生徒。堺出身。大貿易商の息子で、マイペースで悠然としており、天真爛漫な性格。機敏さを身に付ける為に父親の意向で忍術学園に通い、忍者を目指している。実家が大貿易商である為に外国の文化に詳しい。忍者としての弱点も多いが、反面人当たりが良く他人に警戒心を抱かせない。学年一の怪力、犬よりも優れた嗅覚、丈夫な石頭と歯、粘着力のある鼻水と涎で仲間の危機を救うこともある。また、実戦においては咄嗟の場面で機転が効いた行動をすることもしばしばある。趣味は食事と睡眠。
同室である乱太郎と共に、担任・土井が行方不明になった状況を知って元気が無く無口になったクラスメート・きり丸の違和感にいち早く気付き、彼の事を心配している。
土井 半助（どい はんすけ）
声 - 関俊彦
一年は組教科担当教師・火薬委員会顧問。摂津国福原出身。火薬と兵法のスペシャリストであり、意味不明な文章を解読したり、人が同時に喋った言葉を同時に聞き分けるなどの特技を持つ。元々は摂津国福原の豪族の若殿様だったが、子供の時に家が襲撃されて全てを失い、その後仏門に入り、忍術や兵法を学んだ。山田伝蔵の息子・山田利吉が12歳だった時、かつて所属していた忍者隊を抜けようとして追われていたところを山田一家に助けてもらったことがきっかけで、六年生が一年生だった頃に忍術学園の教師となった。山田家に匿われている間に山田が集めていた兵法書を読み尽くした事で火薬や兵法の知識が身に付いた。忍術学園の教師として勤め始めた頃は、かつて自身が抜け忍だったことを理由に本名を名乗ることが出来ず、周囲からは「若い人」と呼ばれていた。後に山田から当時は未だ教師として半人前であったことから「半助」と名付けられた。幼少期に同じような境遇を経験しているきり丸の事を気にかけている。
本作のキーパーソンであり、タソガレドキ忍者・諸泉尊奈門に挑まれた決闘に向かった後、行方不明となってしまう。

#### 一年は組
乱太郎、きり丸、しんべヱついては主要人物の項を参照。
黒木 庄左ヱ門（くろき しょうざえもん）
声 - 東サオリ
一年は組の学級委員長。丹波国京都洛北出身。実家は炭屋を営んでいる。常に沈着冷静かつ成績優秀な生徒。繊細な性格で頭の回転が速い。趣味は茶道。
タソガレドキ忍者・雑渡昆奈門と諸泉尊奈門が一年は組の授業を受け持つことになり、大きく変わった状況に疲弊していくクラスメートを学級委員長として鼓舞し、励ましている。
加藤 団蔵（かとう だんぞう）
声 - 江森浩子
一年は組の生徒。近江国出身。大雑把だが漢らしい性格のしっかり者で、クラスのサブリーダーのような存在。実家は馬借を営んでおり、自身も馬術が得意。
佐武 虎若（さたけ とらわか）
声 - 小林優子
一年は組の生徒。紀伊国出身。父・佐武昌義は火器の名手が集った傭兵集団・佐武衆の首領。火縄銃の名手である担任・山田伝蔵の指導を受ける為に忍術学園に通っており、火薬を使用する武器に詳しい。重い火縄銃を扱う為に毎日筋力トレーニングを欠かさない努力家。得意武器は火縄銃。
笹山 兵太夫（ささやま へいだゆう）
声 - むたあきこ
一年は組の生徒。丹波国出身。実家は武家。やんちゃで強情な性格。怖い物知らずで決断力がある。趣味は様々な絡繰を作ること。忍者としての勘を磨くために同室の夢前三治郎と共に様々な仕掛けを作り上げている。
皆本 金吾（みなもと きんご）
声 - 渡辺久美子
一年は組の生徒。相模国鎌倉出身。実家は武家。父・源武衛の策略で甘えん坊な性格を直す為の修行として忍術学園に通っている。素直で実直な性格。父の策略が功を奏したこともあり、しっかりとした言動・思考の持ち主で逞しく生きている。忍術学園の長期休暇中は剣術の修行を兼ねて忍術学園の剣術師範・戸部新左ヱ門の家に居候している。得意武器は刀。
二郭 伊助（にのくるわ いすけ）
声 - 佐藤智恵
一年は組の生徒。河内国出身。実家は染物屋。よく気が利き、仲間想いな性格。普段は大人しいがいざという時は意外な大胆さを見せることがある。掃除が得意。
山村 喜三太（やまむら きさんた）
声 - 大和田仁美
一年は組の生徒。相模国出身。実家は武家。父の転勤で近畿地方に移住し、相模国にある風魔流忍術学校から忍術学園に転入した。悠然でマイペースな性格。自身が飼育している蛞蝓は実戦などで活躍することがある。
夢前 三治郎（ゆめさき さんじろう）
声 - 江森浩子
一年は組の生徒。播磨国出身。優しい性格でいつも笑顔。父は山伏で、幼い頃から父と共に修行をしていた。その為体が鍛えられており、鋭い観察力と共に学年ではクラスメートの猪名寺に次ぐ足の速さを持つ。忍者としての勘を磨く為に同室の笹山と共に様々な絡繰を作り上げている。

#### 六年生
潮江 文次郎（しおえ もんじろう）
声 - 成田剣
六年い組の生徒。会計委員会委員長。「忍術学園一ギンギンに忍者している男」・「地獄の会計委員会委員長」の異名を持ち、短気・熱血・勝気な性格だが、後輩や同級生の事を気遣う優しい一面もある。精神力を鍛える為に約10kgの鉄の算盤を常に携帯している。敵の襲来に備えて常に鍛錬を怠らない鍛錬馬鹿。得意武器は袋槍。
立花 仙蔵（たちばな せんぞう）
声 - 保志総一朗
六年い組の生徒。作法委員長委員長。火薬の扱い・知識においては学園一で、沈着冷静かつ成績優秀な生徒と評され、「燃える戦国作法」の異名を持つ。やや短気で少しナルシストな傾向がある。一年生の頃は小柄だった為に他の生徒と比べて体力も劣っており、実技の授業では周囲から遅れを取ったり、怪我をすることも多かった。当時の潮江のアドバイスで火薬の使い手になった。得意武器は焙烙火矢。
中在家 長次（なかざいけ ちょうじ）
声 - 渋谷茂
六年ろ組の生徒。図書委員会委員長。常に仏頂面の「学園一無口で無表情な男」で「沈黙の生き字引」と呼ばれている。読書が好きで知識が豊富。手先が器用で、慎重かつ丁寧な作業には慣れている。同級生の潮江や七松小平太、食満留三郎と同様に常日頃から鍛錬を怠らない鍛錬馬鹿。顔に有るいくつもの傷は縄鏢の激しい稽古によるものである。一年生の頃は明るい性格で喋ったり笑ったりすることも普通だった。鍛錬馬鹿は一年生の頃からで、当時はクラスメートである七松にさえ「鍛錬のやり過ぎ」と注意されていた。近寄り難い外面とは裏腹に根は優しく、温厚かつ穏やかな性格をしており、非常に親切な行動や言動も多い。一年生の頃から苦楽を共にしている七松からは「忍術学園一強くて優しい漢」と言われている。得意武器は縄鏢で、その腕前は学園一である。
七松 小平太（ななまつ こへいた）
声 - 神奈延年
六年ろ組の生徒。体育委員会委員長。細かいことを気にしない大らかな明るい性格で、いつも陽気で元気かつ豪快で大雑把。自由奔放だが後輩たちからは慕われている。学園内では「策士」ではないかと囁かれており、人の視線から相手の嘘を見破るなど、心理を見抜く機転も効く。常に体力が有り余っており、周囲からは「人間離れしている」と評され、学園一の体力を誇っている。また、人並み外れた腕力と脚力の持ち主であり、周囲からは「クソ力」と評されている。体力面だけでなく最上級生らしい知識も持っており、後輩に指導したり、後輩から悩みを相談されるなど頼りにされている。同級生の潮江や中在家、食満と同様に常日頃から鍛錬を怠らない鍛錬馬鹿。一年生の頃は遊びたがる性格で今程の鍛錬馬鹿ではなく、寧ろクラスメートである中在家を「鍛錬のやり過ぎ」と注意する側だった。母親が体を壊しているため、忍術学園の長期休暇中は実家に帰り、8人の兄弟と一族の子供5人の面倒を見ている。得意武器は（二丁）苦無。趣味は塹壕を掘ること。
善法寺 伊作（ぜんぽうじ いさく）
声 - 置鮎龍太郎
六年は組の生徒。保健委員会委員長。お人好しな性格で温厚かつ面倒見が良く、下級生の兄のような存在。六年間保健委員会に所属している為、薬品・薬草の知識が豊富で、校医の新野洋一や下級生から頼りにされている。課題で合戦場に行った際に、敵味方を問わずに負傷者を手当てしていたことがきっかけでタソガレドキ忍者の組頭・雑渡昆奈門と親しい間柄になった。乱定剣の使い手。
食満 留三郎（けま とめさぶろう）
声 - 鈴木千尋
六年は組の生徒。用具委員会委員長。好戦的で気が強く、熱い性格の武闘派。同級生である潮江や中在家、七松と同様、常日頃から鍛錬を怠らない鍛錬馬鹿。後輩の面倒見が良く、さっぱりとした気性である。自分を犠牲にしてまで他人を助ける優しさを持ち、友情には熱い。三人兄弟の末っ子で、年の離れた二人の兄がいる。口癖である「勝負だー！」は、元々は二人の兄に追い付くことが出来ない悔しさを力に変える為のものである。得意武器は鉄双節棍。

#### 五年生
久々知 兵助（くくち へいすけ）
声 - 小田敏充
五年い組の生徒。火薬委員会委員長代理。真面目な性格で成績優秀、頭脳明晰、文武両道の優等生。実家は山守で、自身の得意武器である寸鉄は山での戦いに有利という理由で選び、幼い頃から鍛錬を重ねていた。得意武器は寸鉄。
尾浜 勘右衛門（おはま かんえもん）
声 - 渋谷茂
五年い組の学級委員長。後輩の面倒見が良く、優しい性格。得意武器は万力鎖（分銅鎖）。これはクラスメートである久々知の得意武器である寸鉄の弱点を補う為に選んだものである。
不破 雷蔵（ふわ らいぞう）
声 - 金丸淳一
五年ろ組の生徒。温厚で親切、後輩の面倒見が良い優しい性格で後輩たちから慕われている。成績優秀で頭脳明晰な優等生。得意武器は印地（石合戦）。
鉢屋 三郎（はちや さぶろう）
声 - 山崎たくみ
五年ろ組の学級委員長。悪戯好きで茶目っ気のある性格。六年生をも上回る変装の達人で、「千の顔を持つ」と言われており、相手の変装を見抜くことも得意。得意武器は鏢刀。
竹谷 八左ヱ門（たけや はちざえもん）
声 - 東龍一
五年ろ組の生徒。生物委員会委員長代理。明るく熱血で、自他共に認める頼りがいのある性格。下級生からの信頼度は絶大で、良く後輩のことを纏めている。また、責任感の強い性格で、後輩の宿題を手伝うなど良く面倒を見ている。得意武器は微塵。

#### 四年生
平 滝夜叉丸（たいらの たきやしゃまる）
声 - 高木渉
四年い組の生徒。学年一の成績を自称するナルシストで、よく自慢話をするため乱太郎達からは苦手とされている一方、面倒見が良く、目上に対する礼儀を持ち合わせており、後輩を気遣う優しい心の持ち主である。課外活動で下級生の助っ人として活躍する、変装した敵の忍者の違和感にいち早く気づいて正体を暴くなどの実力の持ち主で、教師からは並の五年生が相手ならば上回るだろうと評されている。得意武器は戦輪と石火矢。
本編では事件に関与せず、一年は組による回想シーンのみ登場するが、入場者特典第8弾の描き下ろし脚本付きイラストカードではストーリーの中心人物となっている。

#### 一年ろ組
鶴町 伏木蔵（つるまち ふしきぞう）
声 - 坂戸こまつな
一年ろ組の生徒。摂津国出身。暗い性格だが、マイペースで豪胆な一面もある。鋭い推理力の持ち主。タソガレドキ忍者・雑渡昆奈門と何度か関わる間に親しい間柄となっている。

#### 教職員
土井半助については主要人物の項を参照。
山田 伝蔵（やまだ でんぞう）
声 - 大塚明夫
一年は組実技担当教師。出雲国氷ノ山出身。一流忍者故に授業は厳しいが、生徒や妻、息子・山田利吉ヘの愛に溢れた気は優しい父のような教師。火縄銃と変装の達人で印地打ち（石合戦）の使い手。若い頃は戦忍をしていた。かつて所属している忍者隊を抜けようとして追われていた土井半助を匿い、忍術学園の教師として迎い入れた過去を持つ。また、土井が豊富な知識を持っているのは、匿われていた頃に山田が集めていた兵法書を読み尽くした為である。
一年は組の授業をタソガレドキ忍者の雑渡昆奈門と諸泉尊奈門に任せ、六年生と共に行方不明となった土井の捜索にあたる。
大川 平次 渦正（おおかわ へいじ うずまさ）
声 - 浦山迅
忍術学園の学園長で創立者。学級委員長委員会顧問。大和国葛城山出身。若い頃は天才忍者と謳われ、現在は隠遁の身。年長者らしい計り知れない知恵と思惑を伺わせることが多い。また、老人とは思えない走力や跳躍力を持っており、敵の攻撃を躱すなど元々天才忍者だったことを伺わせる場面も多い。突発的な事態に冷静に対応する為の訓練として頻繁に自身の突然の思い付きで行事などを行っている。あまりに突然であるが為に生徒や教職員も困惑しているが、この思い付きによる行事などが生徒の実戦経験に繋がっている。
ドクタケ忍者隊の軍師・天鬼の正体を把握したタソガレドキ忍者・雑渡の動きに警戒するよう山田に伝えるなど、威厳と抜け目の無さを見せている。
ヘムヘム
声 - 島田敏
学園長の忍犬。自身の石頭で鐘をつく、焙烙火矢や追尾型の火矢の爆発を身を以て防ぐなど、犬とは思えない頑丈振りを発揮している。
安藤 夏之丞（あんどう なつのじょう）
声 - 小形満
一年い組の教科担当教師・会計委員会顧問。普段は嫌味な性格で一年い組の優秀さを鼻にかけ他のクラスを馬鹿にする事が多いが、生徒たちのことを大切に思っており、時には自ら嫌われ役を買って出たり、当時は浪人だった四年ろ組・浜守一郎に忍術学園への入学を薦めるなど優しさの持ち主。また、洞察力に優れた一面を持っている。
授業中に殺気を放って一年は組を慄かせるタソガレドキ忍者・雑渡に対して「物騒な殺気は控えていただきたい！」と注意をする（これは忍術学園の教師として着任したばかりの土井に向けて言った言葉と殆ど同じである）。他の教職員らと共に行方不明になった土井の捜索結果の情報共有をする。
斜堂 影麿（しゃどう かげまろ）
声 - 鈴木清信
一年ろ組教科担当教師・作法委員会顧問。暗い性格で綺麗好き。他の教職員と比べて実戦的な場面に登場することはあまり無いが、忍者としての実力は確かである。趣味は日陰で休養すること。
他の教職員らと共に行方不明になった土井の捜索結果の情報共有をする。
厚着 太逸（あつぎ たいつ）
一年い組の実技担当教師・体育委員会顧問。他人にも自分にも厳しい熱血教師。安藤とは異なり、一年は組の実力を素直に認めている。
他の教職員らと共に行方不明になった土井の捜索結果の情報共有をする。
山本 シナ（やまもと シナ）
声 - 小林優子
くの一教室の担当教師で、教科・実技の両方を受け持っている。出雲国出身。変装の達人で乗馬が得意。学業の成績があまり良くない一年は組の隠れた実力を見抜いている。
他の教職員らと共に行方不明になった土井の捜索結果の情報共有をする。
小松田 秀作（こまつだ しゅうさく）
声 - 山崎たくみ
忍術学園事務員。四年は組・斉藤タカ丸と同じ町内に住んでおり、実家は京の扇子屋。マイペースだが穏和・誠実・明るく実直な性格で、教職員や生徒たちからは人気がある。また、仕事の合間に手裏剣打ちの練習をするなどの努力家の一面もある。水泳が得意。「鬼の追跡者」という異名を持つほど無断侵入者の発見・追跡に優れており、相手の行き先が戦場であっても容赦は無い。周囲からは「忍術学園のサイドワインダー」・「忍術学園の最終兵器」などと呼ばれている。
食堂のおばちゃん
忍術学園の厨房を預かる中年の女性。気さくで包容力のある性格。忍術学園最強の女と称され、ほとんど1人で忍術学園全員分の食材調達・調理・後片付けを行っている。「お残しは許しまへんでー！」が口癖で、相手が誰で如何なる理由であろうと食べ残しを絶対に許さないが、生徒が悩み事を抱えていたり体調不良になったりした場合は、激昂せずに親身になって生徒の相談に乗り、本人の食欲が少しでも湧くような柔和な対応をすることも多い。自身が作る料理は忍術学園外でも評判が高く、様々な城からスカウトされている。忍術学園の長期休暇の際には時々里帰りをしている。
食堂のシーンの背景としんべヱのイメージシーンにのみ登場しており、セリフは無く、決め台詞は作中に出てくるポスターに書かれている。

### ドクタケ忍者隊
稗田 八方斎（ひえた はっぽうさい）
声 - 間宮康弘
ドクタケ忍者隊首領兼ドクタケ忍術教室校長。戦好きでお茶目な性格。ドクタケ城城主・木野小次郎竹高ヘの忠誠心が強く、城主の命令により主にドクタケ城の勢力拡大を目的とした様々な悪事を働いているが、下らない理由や思い付きを満足させる為に働かせられ不平を言う場面も有る。ドクタケ忍術教室の生徒たちに対しては優しく接し将来を期待している。重くて丈夫な頭を持ち、腕っ節が強く、知略にも長けており、幻術も使用出来る。
天鬼（てんき）
声 - 関俊彦
ドクタケ忍者隊の軍師。稗田と共に忍術学園打倒とドクタケ城による天下統一のために任務を遂行し、忍術学園に襲いかかる。戦術に秀でている上にかなり腕が立つ。その容姿は忍術学園一年は組教科担当教師・土井半助と瓜二つ。
木野 小次郎 竹高（きの こじろう たけたか）
声 - 土師孝也
ドクタケ城城主。戦好きで我儘かつ自由奔放な性格。ドクタケ忍者隊首領・稗田らを駆使して悪事を働く。無茶な命令で稗田らを困らせることが多く、命令を実行出来なかった場合や自身に逆らった場合は必ず罰を与える。決して暗愚な暴君というわけではなく、鋭い洞察力を発揮したり、部下ヘの優しさを見せることも稀に有る。
軍師・天鬼の立てた作戦を基に、戦の準備を進める。
大黄奈栗野木下 穴太（おおきなくりのきのした あなた）
声 - 佐藤正治
ドクタケ忍者隊部隊長。うっかり者かつ照れ屋で能天気な性格。音楽が好きで、歌に乗せて質問をされると重要な機密情報を話してしまう癖がある。普段はドクタケ城主・木野や稗田の命令でドクタケ城による天下統一の為に悪事を働いているが、部下の給料を稼ぐ為に自ら進んでアルバイトをするなど優しい一面もある。
風鬼（ふうき）
声 - 大友龍三郎
ドクタケ忍者隊隊員、ドクタケ忍術教室の生徒・ふぶ鬼の父。稗田の側近かつお気に入りであり、痩身かつ長身。息子・ふぶ鬼が忍術学園一年は組の生徒と仲が良いこともあり、敵同士であるにも関わらず、自身も彼らとの仲は悪くなく、協力関係になることも稀にある。息子思いの優しい父であり、敵同士であっても八方斎が忍術学園の生徒に対して残酷なことを企てた際には拒否反応を示す。
雨鬼（うき）
声 - 掛川裕彦
ドクタケ忍者隊隊員。鈍臭い性格だがクールな一面も有る。
雪鬼（せっき）
声 - 木村雅史
ドクタケ忍者隊隊員。ドクタケ忍者隊隊員の中で唯一幻術を使用することが出来る。風鬼と同様、敵同士ではあるが忍術学園一年は組の生徒との仲は悪くなく、協力関係になることも稀にある。
霰鬼（さんき）
声 - 千葉一伸
ドクタケ忍者隊隊員。大黄奈栗野木下の直属の部下。
暁鬼（ぎょうき）
声 - 布目貞雄
ドクタケ忍者隊隊員。

### タソガレドキ城
雑渡 昆奈門（ざっと こんなもん）
声 - 森久保祥太郎
タソガレドキ忍軍の忍び組頭。組頭になる以前は狼隊の小頭を勤めていた。顔から全身にかけて包帯を巻いている不気味な凄腕忍者だが、妙な所で義理堅いマイペースな性格。課題で合戦場にいた忍術学園保健委員長・善法寺伊作に傷の手当てをしてもらったことから「恩を返す。」という理由で、本来は敵であるにも関わらず忍術学園の味方に付くことが有る。理由はドクタケ城と敵対関係に有ることが互いに共通している為だが、子供の可能性に期待している為でもある。特に恩のある六年は組・善法寺を気にかけ、一年ろ組・鶴町伏木蔵を可愛がっている。全身に包帯を巻いている理由は、小頭だった時に定年間近だった諸泉尊奈門の父が敵陣で火災に巻き込まれた際に火の中に飛び込んで助け出した際に大火傷を負った為である。
部下の諸泉と共に不在となった土井半助と山田伝蔵の代わりに忍術学園一年は組の担任を務める。
諸泉 尊奈門（もろいずみ そんなもん）
声 - 代永翼
タソガレドキ忍者で雑渡の忠実な部下。若さ故の経験不足が目立つが、なかなかの実力者である。「尊奈門」と言う名前は自身が元服の際に「組頭を尊敬するように」と言う願いを込められて烏帽子親から名付けられた。上司である雑渡が自身の父を火災から救って大火傷を負った際には当時10歳だった諸泉が三年間看護をした。以降は雑渡の身の回りの世話をしている。
土井に白墨（チョーク）や出席簿による乱定剣であしらわて負けたことを根に持ち、彼に決闘を挑む。
押都 長烈（おしつ おされつ）
声 - 中村悠一
タソガレドキ忍者隊黒鷲隊小頭。蘇利古の雑面を着用している。
タソガレドキ城と領地を隣り合わせている近隣の城の動向を探る。
山本 陣内（やまもと じんない）
声 - 川村拓央
タソガレドキ忍者隊狼隊小頭。雑渡の部下で諸泉と高坂陣内左衛門の上司。高坂の烏帽子親でもある。10歳を頭に6人の子持ち。自身が若い頃、雑渡の父親が自らの注意を庇ったことで戦死した為、それ以来雑渡の右腕として彼を支えている。
高坂 陣内左衛門（こうざか じんないざえもん）
タソガレドキ忍者隊狼隊隊員。雑渡の側近で、諸泉の先輩に当たる。雑渡からは「陣左」と呼ばれている。狼隊に入隊しているが、元々父親は月輪隊だった。13歳の時に無理を言って狼隊に入隊することが出来たが、2年後に当時の小頭が戦列を離れることになった。

### 忍術学園関係者
山田 利吉（やまだ りきち）
声 - 岡野浩介
山田伝蔵の一人息子。忍術の腕もさることながら、父親譲りの火縄銃と変装の達人でもあり、父・伝蔵のことを尊敬している。山田家に匿われていた土井半助を、年の離れた兄のように慕っていた。
或る城から依頼を受け、ドクタケ忍者隊の軍師・天鬼の周辺を探る。
桜木 清右衛門（さくらぎ せいえもん）
声 - 大西流星
忍術学園の卒業生で、六年生の一年年上の先輩。利吉と忍務を共にする。優男に見えて武闘派。忍術学園に在学中は体育委員会委員長を務めていた。分銅鎖を仕込んだ振り杖を得物としている。
若王寺 勘兵衛（なこうじ かんべえ）
声 - 藤原丈一郎
忍術学園の卒業生で、六年生の一年年上の先輩。利吉と忍務を共にする。快活な頭脳派。忍術学園に在学中は図書委員会委員長を務めていた。得意武器は棍平。

### その他
茂平（もへい）
声 - 麻生智久
きり丸に茸の採集のアルバイトの依頼をした老人。きり丸は、茂平とその知人の会話を偶然聞いたことで忍術学園の六年生が土井を探している事を初めて知ることになる。
大家さん
土井ときり丸が住んでいる長屋の家主。
隣のおばちゃんと共に、一心不乱になって長屋の掃除をするきり丸の様子を心配そうに見つめている。
隣のおばちゃん
土井ときり丸が住んでいる長屋の隣室に住む女性。常に土井ときり丸の事を気にかけている。
大家と共に、一心不乱になって長屋の掃除をするきり丸の様子を心配そうに見つめている。

## スタッフ
| 原作                 | 『落第忍者乱太郎』尼子騒兵衛（朝日新聞出版刊） テレビアニメシリーズ『忍たま乱太郎』 『小説 落第忍者乱太郎 ドクタケ忍者隊 最強の軍師』（原作・イラスト：尼子騒兵衛 / 小説：阪口和久 / 朝日新聞出版刊） |
| 監督                 | 藤森雅也 |
| 脚本                 | 阪口和久 |
| 音楽                 | 馬飼野康二 |
| キャラクターデザイン | 新山恵美子 |
| 副監督               | 根岸宏樹 |
| アクション作画監督   | 関根昌之 |
| 美術監督             | 川口正明（アトリエローク07） |
| 撮影監督             | 林コージロー（グラフィニカ） |
| 色彩設計             | 村田恵里子（グラフィニカ） |
| 編集                 | 坂本雅紀（森田編集室） |
| 音響監督             | 大熊昭 |
| 音響効果             | 庄司雅弘 |
| 音響制作             | AUDIO PLANNING U |
| アニメーション制作   | 亜細亜堂 |
| 配給                 | 松竹 |
| 製作                 | 劇場版忍たま乱太郎製作委員会 |

## 音楽

### 主題歌
作曲は全て馬飼野康二による。
「ありがとう心から」
なにわ男子による主題歌。作詞は松井五郎、編曲はCHOKKAKUによる。なにわ男子がアニメ主題歌を担当するのは本作が初となる。優しいメロディーと仲間への感謝の気持ちを歌った歌詞が、忍たまたちの気持ちとリンクする心温まる楽曲となっている。
「勇気100%」
なにわ男子によるテーマ曲。作詞は松井五郎、編曲は⾺飼野康⼆による。
「一緒に帰ろう 〜追憶〜」
劇中歌。ハミングは大塚明夫による。
「愛と正義のドクタケ忍者隊」
稗田八方斎（間宮康弘）による挿入歌。作詞は阪口和久とドクタケ忍者隊による。

### サウンドトラック
2024年12月18日にSHOCHIKU RECORDSから発売された。
| 全作曲: 馬飼野康二。 |                                                             |       |            |       |
| #                    | タイトル                                                    | 作詞  | 作曲・編曲 | 時間  |
| 1.                   | 「教えたはずだ！」                                          |       | 馬飼野康二 | 00:25 |
| 2.                   | 「ススキ野原の戦い」                                        |       | 馬飼野康二 | 00:20 |
| 3.                   | 「土井先生VS尊奈門」                                        |       | 馬飼野康二 | 01:31 |
| 4.                   | 「勝負あり!?」                                              |       | 馬飼野康二 | 00:53 |
| 5.                   | 「降下」                                                    |       | 馬飼野康二 | 00:22 |
| 6.                   | 「忍術学園の夜明け」                                        |       | 馬飼野康二 | 00:35 |
| 7.                   | 「雑渡先生の授業」                                          |       | 馬飼野康二 | 00:41 |
| 8.                   | 「的に当てる作戦」                                          |       | 馬飼野康二 | 00:19 |
| 9.                   | 「六色プリズム」                                            |       | 馬飼野康二 | 00:17 |
| 10.                  | 「土井先生を探して」                                        |       | 馬飼野康二 | 00:42 |
| 11.                  | 「最悪の事態？」                                            |       | 馬飼野康二 | 00:37 |
| 12.                  | 「六年生の忍務」                                            |       | 馬飼野康二 | 01:00 |
| 13.                  | 「澱み」                                                    |       | 馬飼野康二 | 00:24 |
| 14.                  | 「今日もアルバイト」                                        |       | 馬飼野康二 | 00:29 |
| 15.                  | 「ドケチ忍法聞き耳頭巾」                                    |       | 馬飼野康二 | 01:08 |
| 16.                  | 「ドクタケの謎」                                            |       | 馬飼野康二 | 00:35 |
| 17.                  | 「なんでもない日々」                                        |       | 馬飼野康二 | 00:28 |
| 18.                  | 「一緒に帰ろう〜追憶〜」                                    |       | 馬飼野康二 | 02:23 |
| 19.                  | 「出撃準備」                                                |       | 馬飼野康二 | 01:33 |
| 20.                  | 「ドクタケ忍者隊詰所へ」                                    |       | 馬飼野康二 | 01:08 |
| 21.                  | 「何故」                                                    |       | 馬飼野康二 | 00:50 |
| 22.                  | 「哀しい戦い」                                              |       | 馬飼野康二 | 00:59 |
| 23.                  | 「曼珠沙華の記憶」                                          |       | 馬飼野康二 | 00:27 |
| 24.                  | 「愛と正義のドクタケ忍者隊」                                |       | 馬飼野康二 | 01:30 |
| 25.                  | 「軍師・天鬼って？」                                        |       | 馬飼野康二 | 00:30 |
| 26.                  | 「きり丸 決意の朝」                                         |       | 馬飼野康二 | 01:08 |
| 27.                  | 「別れのブルース」                                          |       | 馬飼野康二 | 00:23 |
| 28.                  | 「ドクタケ城下町」                                          |       | 馬飼野康二 | 01:06 |
| 29.                  | 「レレレ作戦！」                                            |       | 馬飼野康二 | 02:00 |
| 30.                  | 「どうなってるんだ」                                        |       | 馬飼野康二 | 00:47 |
| 31.                  | 「俵ゴロゴロゴロゴロ」                                      |       | 馬飼野康二 | 01:03 |
| 32.                  | 「五年生の忍務」                                            |       | 馬飼野康二 | 01:04 |
| 33.                  | 「砦侵入」                                                  |       | 馬飼野康二 | 00:42 |
| 34.                  | 「救出大作戦」                                              |       | 馬飼野康二 | 02:04 |
| 35.                  | 「天鬼の孤独」                                              |       | 馬飼野康二 | 00:25 |
| 36.                  | 「くんくんくんくん」                                        |       | 馬飼野康二 | 00:18 |
| 37.                  | 「痕跡」                                                    |       | 馬飼野康二 | 00:46 |
| 38.                  | 「雑渡昆奈門との戦い」                                      |       | 馬飼野康二 | 01:29 |
| 39.                  | 「傷つくきり丸」                                            |       | 馬飼野康二 | 00:55 |
| 40.                  | 「禍々しい月」                                              |       | 馬飼野康二 | 00:38 |
| 41.                  | 「溢れる日々」                                              |       | 馬飼野康二 | 00:23 |
| 42.                  | 「一緒に帰ろう」                                            |       | 馬飼野康二 | 02:57 |
| 43.                  | 「愛と正義のドクタケ忍者隊（フルサイズVer.）」(Bonus Track) |       | 馬飼野康二 | 02:46 |
| 44.                  | 「愛と正義のドクタケ忍者隊（カラオケVer.）」(Bonus Track)   |       | 馬飼野康二 | 02:41 |
| 合計時間:            | 合計時間:                                                   | 43:17 |            |       |

## 封切り

### 日本国内
2024年12月20日より全国328館の劇場で公開。
12月27日よりバリアフリー上映に対応し、音声ガイドのナレーションは伊作役の置鮎龍太郎が担当した。
2025年1月25日に全国327館で応援上映が開催されるなど、一部の回では応援上映を実施している。また、『忍たま乱太郎』の劇場アニメ3作品のオールナイト応援上映が1月12日に新宿ピカデリーで、2月1日にミッドランドスクエアシネマとMOVIXあまがさきでも開催されるなど、3作品のオールナイト応援上映も一部の劇場で開催されている。この他、3作品の一挙上映も一部の劇場で開催されている。
1月31日より4DX版が上映された。
2月28日より追加劇場での上映が順次開始となった。
3月7日から13日まで新宿ピカデリー、MOVIX京都、なんばパークスシネマの3館にて英語字幕上映を実施。
後述する体験型展示イベントの開催に合わせ、新宿ピカデリーで8月15日から8月21日まで、なんばパークスシネマで9月12日から10月13日まで再上映される予定。

### 日本国外
台湾
『劇場版 忍者亂太郎 毒竹忍者隊最強之軍師』のタイトルで2025年1月29日に公開された。
ベトナム
『Phim hoạt hình Ninja Rantaro: Giải Cứu Quân Sư』のタイトルで2025年3月28日に公開された。
香港
『劇場版 忍者亂太郎 毒菇忍者隊最強之軍師』のタイトルで2025年4月17日に公開された。
韓国
『극장판 닌자보이 란타로: 도쿠타케 닌자대 최강의 군사』のタイトルで2025年5月14日に公開された。
タイ
『นินจารันทาโร่ : เจ้ายุทธจักรนินจาแห่งโดคุทาเกะ』のタイトルで2025年5月29日に公開された。

## 興行収入
初日の興収はランキング1位を獲得し、公開3日間で興収2.9億円、動員19万8000人を記録。配給は「多くの『忍たま』ファンをはじめ、老若男女が劇場へ訪れる姿が見られる」とし、「満足度調査では満足度が98.6%、口コミ推奨度が96.9%と非常に高い数値」と説明した。
2025年1月7日までに興収10億円を突破し、『忍たま乱太郎』の映画作品では史上最大のヒットとなった。この発表に併せ、1月8日に本編映像がYouTubeで公開された。1月14日、興収13億円を突破し、動員92万人を記録した。1月20日、興収15億円、動員100万人を突破した。これを記念し、原画8枚が公開された。
1月31日から2月2日の全国映画動員ランキングでは先週の7位から3位に上昇。この3日間で興収2億3500万円、動員14万1000人を記録し、累計成績は興収20億円、動員141万人を突破した。
2月25日、興収27億円、動員181万人を突破した。3月3日、興収28億円、動員187万人を突破した。3月24日、興収30億円を突破した。
|                                             | 動員数 （万人） | 動員数 （万人） | 動員数 （万人） | 興行収入 （億円） | 興行収入 （億円） | 出典・備考                                                                  |
| 週末                                        | 週末            | 累計            | 週末            | 累計              |                   | 出典・備考                                                                  |
| ------------------------------------------- | --------------- | --------------- | --------------- | ----------------- | ----------------- | --------------------------------------------------------------------------- |
| 1週目の週末 （2024年12月20日・21日・22日）  | 4位             |                 | 19.8            |                   | 2.9               | 初日の興収はランキング1位を獲得。 累計動員・興収は先行上映を含んだもの。    |
| 2週目の週末 （2024年12月27日・28日・29日）  | 4位             |                 |                 |                   |                   | [ 97 ]                                                                      |
| 3週目の週末 （2025年1月3日・4日・5日）      | 6位             |                 |                 |                   |                   | [ 98 ]                                                                      |
| 4週目の週末 （2025年1月10日・11日・12日）   | 5位             |                 | 92              |                   | 13                | 1月7日までに興収10億円を突破し、映画シリーズでは歴代最高記録を更新。        |
| 5週目の週末 （2025年1月17日・18日・19日）   | 6位             |                 | 100             |                   | 15                | [ 85 ] [ 101 ]                                                              |
| 6週目の週末 （2025年1月24日・25日・26日）   | 7位             |                 |                 |                   |                   | [ 102 ]                                                                     |
| 7週目の週末 （2025年1月31日・2月1日・2日）  | 3位             | 14.1            | 141             | 2.35              | 20                | 1月30日までに興収18億円、動員120万人を突破。                                |
| 8週目の週末 （2025年2月7日・8日・9日）      | 6位             |                 |                 |                   |                   | [ 104 ]                                                                     |
| 9週目の週末 （2025年2月14日・15日・16日）   | 5位             |                 | 167             |                   |                   | 2月16日までに興収24億円、動員160万人を突破。2月18日までに興収25億円を突破。 |
| 10週目の週末 （2025年2月21日・23日・24日）  | 5位             |                 | 181             |                   | 27                | 2月23日までに興収26億円、動員170万人を突破。                                |
| 11週目の週末 （2025年2月28日・3月1日・2日） | 10位            |                 | 187             |                   | 28                | [ 95 ]                                                                      |
| 12週目の週末 （2025年3月7日・8日・9日）     | 圏外            |                 |                 |                   |                   | [ 109 ]                                                                     |
| 13週目の週末 （2025年3月14日・15日・16日）  | 圏外            |                 |                 |                   |                   | [ 110 ]                                                                     |
| 14週目の週末 （2025年3月21日・22日・23日）  | 圏外            |                 | 200             |                   | 30                | 3月時点で興収29億円、動員190万人を突破。                                    |
| 15週目の週末 （2025年3月28日・29日・30日）  | 圏外            |                 |                 |                   |                   | [ 114 ]                                                                     |
| 16週目の週末 （2025年4月4日・5日・6日）     | 圏外            |                 |                 |                   |                   | [ 115 ]                                                                     |
| 17週目の週末 （2025年4月11日・12日・13日）  | 圏外            |                 |                 |                   |                   | [ 116 ]                                                                     |
| 18週目の週末 （2025年4月18日・19日・20日）  | 圏外            |                 |                 |                   |                   | [ 117 ]                                                                     |
| 19週目の週末 （2025年5月2日・3日・4日）     | 圏外            |                 |                 |                   |                   | [ 118 ]                                                                     |
| 20週目の週末 （2025年4月25日・26日・27日）  | 圏外            |                 |                 |                   |                   | [ 119 ]                                                                     |
| 21週目の週末 （2025年5月9日・10日・11日）   | 圏外            |                 |                 |                   |                   | [ 120 ]                                                                     |
| 22週目の週末 （2025年5月16日・17日・18日）  | 圏外            |                 |                 |                   |                   | [ 121 ]                                                                     |
| 23週目の週末 （2025年5月23日・24日・25日）  | 圏外            |                 |                 |                   |                   | [ 122 ]                                                                     |

## 反響
Filmarksが発表した「12月第3週公開映画の初日満足度ランキング」において1位を獲得した。
「土井先生＆天鬼 キラきゅんシール」を付録とした『りぼん』2025年2月号は成人女性たちから大きな反響を呼び、発売数日は一部の書店やコンビニで品薄の状態が続いていた。編集部によると、発売初週の売り上げも普段より好調だといい、本作のコラボシールで興味を持った成人女性が年に1度の付録である手帳の存在を知り、購入したケースもあるという。付録となったきっかけは編集部の記事担当者の初恋が「土井先生だから」ということで、2024年2月の情報解禁時から企画を構想し、読者ハガキでも『忍たま乱太郎』に対する関心度の高さがうかがえたため、実現に至ったという。
ポプラ社より2025年3月19日に刊行された公式ビジュアルブックとアニメコミックは発売前から大きな話題を集め、Amazonでは予約段階である1月25日付のベストセラーで1位を獲得した。3月25日調べの週間ベストセラーにおいて、公式ビジュアルブックが3位に、アニメコミックが6位にランクインした。発売後は一部書店にて売り切れが続出し、4月5日時点で累計10万部を突破した。

## 前売券・入場者特典

### 前売券
ムビチケ前売券（ムビチケカード）
2024年7月26日より全国の上映館、一部通販サイトにて販売された。特典として超ティザービジュアルが使用したクリアファイルが付属される。
ムビチケ前売券（オンライン）
2024年7月26日よりムビチケサイトにて販売された。購入特典としてティザービジュアルを使用したオリジナル壁紙が付属され、鑑賞後特典としてムビチケデジタルカードが全21種からランダムで1枚プレゼントされる。
@Loppi限定 グッズ付ムビチケコンビニ券
2024年7月26日よりローソン店内のLoppiにて乱太郎、きり丸、しんべヱ、⼟井半助のアクリルデコフレーム付ムビチケコンビニ券が、8月30日より六年生、五年生、山田伝蔵、山田利吉のアクリルデコフレーム付ムビチケコンビニ券が販売された。10月1日より第2弾としてフラワーブック付ムビチケコンビニ券が販売された。
バンドルグッズ付前売券
2024年11月15日から12月19日までアニメイトにてアクリルアートパネル付前売券とカップスリーブ付前売券が販売された。

### 入場者特典
MOVIXあまがさきでは以下の入場者特典に併せて尼子描き下ろしのメッセージカードの第1弾が2024年12月20日より、第2弾が2025年1月31日より、第3弾が2月28日より配布された。
クリアカード
第1弾として2024年12月20日から12月26日まで全5種よりランダムで配布された。また、第9弾として2025年2月14日から2月20日まで再配布された。2月28日以降に上映開始となる追加劇場でも配布された。
描き下ろしイラストカード
第2弾として12月27日から2025年1月2日まで、第3弾として1月3日から1月9日まで全2種よりランダムで配布された。
描き下ろし脚本付きイラストカード
第4弾として1月10日から1月16日まで、第5弾として1月17日から1月23日まで全3種より、第8弾として2月7日から2月13日まで全2種よりランダムで配布された。脚本はテレビシリーズの脚本家でもある石山優子が担当。
コマフィルム風しおり
第6弾として1月24日から1月30日まで、第7弾として1月31日から2月6日まで全5種よりランダムで配布された。
藤森雅也監督描きおろし『ありがとう』カード
第10弾として2月21日より配布される。
集合写真ブロマイド
4DX上映限定で1月31日より配布された。

## イベント・タイアップ

### 先行上映・舞台挨拶
| 日時           | イベント名                        | 場所                        | 出演者                                                                   | 備考     | 出典    |
| -------------- | --------------------------------- | --------------------------- | ------------------------------------------------------------------------ | -------- | ------- |
| 2024年12月15日 | 舞台挨拶付き最速先行上映          | 新宿ピカデリー              | 高山みなみ、田中真弓、一龍斎貞友、関俊彦、藤森雅也                       |          | [ 61 ]  |
| 2024年12月15日 | 最速先行上映                      | ミッドランドスクエア シネマ |                                                                          | [ 注 4 ] | [ 139 ] |
| 2024年12月15日 | 最速先行上映                      | なんばパークスシネマ        |                                                                          | [ 注 4 ] | [ 139 ] |
| 2024年12月19日 | 前夜祭                            | 丸の内ピカデリー            | 高山みなみ、田中真弓、一龍斎貞友、関俊彦、大西流星、藤原丈一郎、藤森雅也 | [ 注 5 ] | [ 141 ] |
| 2024年12月22日 | 六年生全員集合！舞台挨拶          | 新宿ピカデリー              | 成田剣、保志総一朗、渋谷茂、神奈延年、置鮎龍太郎、鈴木千尋               | [ 注 6 ] | [ 80 ]  |
| 2025年1月8日   | 忍たま映画“最強”応援合戦 舞台挨拶 | 新宿ピカデリー              | 高山みなみ、田中真弓、一龍斎貞友                                         | [ 注 7 ] | [ 143 ] |
| 2025年2月16日  | 忍たま映画“もっと最強”応援合戦    | 新宿ピカデリー              | 高山みなみ、一龍斎貞友、置鮎龍太郎、鈴木千尋                             | [ 注 8 ] | [ 106 ] |
| 2025年2月24日  | ありがとう心から舞台挨拶の段      | 丸の内ピカデリー            | 大西流星、藤原丈一郎、藤森雅也                                           | [ 注 6 ] | [ 144 ] |

### スタッフトーク付き上映会
| 日時          | 回         | トークテーマ   | 場所           | 出演者                       | 出典    |
| ------------- | ---------- | -------------- | -------------- | ---------------------------- | ------- |
| 2025年1月30日 | 第一回     | 絵コンテ、演出 | 新宿ピカデリー | 藤森雅也、村野佑太、小池瞳子 | [ 145 ] |
| 2025年2月6日  | 第二回     | 作画           | 新宿ピカデリー | 藤森雅也、新山恵美子         | [ 146 ] |
| 2025年2月13日 | 第三回     | 音楽           | 新宿ピカデリー | 藤森雅也、馬飼野康二         | [ 147 ] |
| 2025年3月8日  | アンコール |                | 新宿ピカデリー | 藤森雅也                     | [ 148 ] |

### イベント
AnimeJapan 2024
2024年3月23日・24日、松竹ブースにて本作のティザービジュアル用いた大型ターポリンを掲出し、土井半助と稗田八方斎のお面が配布された。
『落第忍者乱太郎』全巻重版フェア
映画化および原作コミック全巻重版を記念し、第1弾が2024年8月上旬、第2弾が11月下旬より全国の書店で開催。購入特典として土井先生スペシャルカードがプレゼントされる。
『落第忍者乱太郎』複製原画展
こちらも映画化を記念して全巻重版フェアと同時に全国の協力書店で開催。2024年7月に読者アンケートを実施し、投票結果から人気の高かったシーンを8種2パターンに分けて展示される。
AnimeJapan 2025
2025年3月22日・23日、SHOCHIKU animeブースにて新商品が発売され、土井の着ぐるみが登場した。
『劇場版 忍たま乱太郎 ドクタケ忍者隊最強の軍師』体験展〜忍務振り返りの段〜
2025年8月9日から9月7日まで東京ドームシティ Gallery AaMoで、9月13日から10月13日までなんばパークスミュージアムで開催予定。本作の世界観を追体験できる体験型展示イベントとなっている。

### タイアップ
バンダイナムコ Cross Store
2024年10月25日から12月19日まで東京、大阪、博多の3店舗でフォーチューンラテを販売。
劇場版 忍たま乱太郎 ドクタケ忍者隊最強の軍師 in namco TOKYO
namco TOKYOにて2024年10月25日から12月19日まで開催。前述のフォーチューンラテに加え、オリジナルドリンクメニューが提供される。
最強ジャンプ
2024年12月号から2025年2月号まで3号連続で計20種のステッカーが付属。12月号・1月号には北川央監修による忍具と武器の大図解が、2月号には帆上夏希による漫画『まんがで熱弁!!『劇場版 忍たま乱太郎 ドクタケ忍者隊最強の軍師』超リポートの段』が掲載された。
ハイチュウ × 劇場版 忍たま乱太郎プレゼントキャンペーン
2024年11月1日から12月4日まで実施。期間中にハイチュウを2個以上購入して応募すると抽選で賞品がプレゼントされる。
東京消防庁
本作とタイアップしたポスターが都内全域の東京消防庁関係各所・公共施設・学校・鉄道駅・掲示板などに掲出される。
Cake.jp
2024年11月14日よりオンラインストア・自販機それぞれ限定デザインのケーキ缶を販売。第2弾が2025年1月10日より開始した。
あまがさきキューズモール
2024年12月1日から2025年1月31日まで開催。エントランス装飾やキャラクターのフォトパネルの設置、抽選で景品が当たる巻物ラリーを実施。
JR東海「推し旅」
2024年12月1日から2025年2月24日まで開催。期間中に東海道新幹線に乗車し、アンケートに答えると上り方面で「尼崎を巡る！走る！食べる！の段」、下り方面で「土井先生と極秘忍務?!掛川の段」の2種類のボイスドラマを視聴できる。ボイスドラマを視聴すると、尼崎城または掛川城で劇場版オリジナルのハイチュウや各城でデザインが異なる記念切符風カードがプレゼントされる。掛川駅ではキャラクターと写真撮影ができるフォトスポットを設置。この他、推し旅公式Xや本作の公式Xのフォロー・リポストで特別イベントが抽選で当たるキャンペーンを11月下旬に実施する。
JRに乗って体験の段
JR西日本にて2024年12月1日から2025年2月24日まで開催。期間中に臨時特急まほろばと特急くろしおの車内にてボイスドラマを配信。また、2024年12月7日から2025年2月14日まで尼崎や沿線地域をめぐる「JR神戸線チャレンジの段」と「尼崎チャレンジの段」の2種類のデジタルスタンプラリーを開催。奈良駅と白浜駅には本作のキャラクターと一年生の制服を着たJR西日本のマスコットキャラクター・カモノハシのイコちゃんのフォトスポットが設置される。
ディッパーダン
2024年12月1日から25日まで全国の店舗でコラボメニューを販売。コラボメニューを1品注文につきオリジナルコースターが全16種から1枚プレゼントされる。また、オリジナルグッズがECサイト限定で販売される。
日本郵便
2024年12月2日から8日まで日本郵便公式Xにて2025年やりたいこと投稿キャンペーンを開催。
100時間カレー
2024年12月5日から2025年1月13日まで開催。コラボセットを注文するとオリジナルコースターが全9種からランダムで1枚プレゼントされる。また、通販サイトでもオリジナルコースター付セットが販売される。
サンシャイン60展望台 てんぼうパーク×『劇場版 忍たま乱太郎 ドクタケ忍者隊最強の軍師』天空遊歩の段
サンシャイン60展望台 てんぼうパークにて2024年12月6日から2025年1月19日まで開催。キャラクターとの写真撮影ができる窓面装飾やキャラクターパネルや場面写真の展示やぬい撮りスポットといったフォトスポット、オリジナルグッズ付き日付指定入場チケットやコラボグッズの販売、オリジナルグッズが当たる巨大ガラポン、イベントの前期・後期で内容が異なるスタンプラリーを実施。また、てんぼうパークCAFEではコラボメニューを注文するとオリジナルコースターを1商品につきランダムで全23種から1枚プレゼントされる。
Picrew
2024年12月6日から2025年3月31日までサイト上にて自分でオリジナルのキャラクターを作れる「忍たま映画 顔メーカー」を公開。
阪神バス
2024年12月10日から2025年2月28日まで開催。コラボデジタル乗車券を購入し、引換券を尼子騒兵衛漫画ギャラリーで提示するとオリジナルコラボ路線図が受け取れる。また、この路線図を受け取って応募すると記念グッズが抽選でプレゼントされる。この他、本作のキャラクターの名前と関係があるバス停の円盤にコラボ装飾を実施する。
忍たま乱太郎 ムゲンのツボ大暴走の段
2024年12月12日よりコラボイベント第1弾が、2025年1月16日より第2弾が開催。記念ガチャを実施し、本作のキャラクターの新カードが多数登場した。
奈良健康ランド
2024年12月14日から2025年1月13日まで開催。コラボ風呂「土井先生のチョークの湯」、キャラクターと写真が撮れるARフォトスポット、重ね捺しスタンプラリーや乱太郎、きり丸、しんべヱ、土井による館内グリーティングを実施。また、奈良わんぱくランドはしゃきっズでは着ぐるみによるキャラクタショーやクイズショーが開催される。
セイコーウオッチ
映画公開を記念し、「『劇場版 忍たま乱太郎 ドクタケ忍者隊最強の軍師』 SEIKO コラボウオッチ ＜土井半助＞」が2024年12月17日よりPREMICOオンラインショップにて販売された。
『劇場版 忍たま乱太郎 ドクタケ忍者隊最強の軍師』公開記念アニメイトフェア〜ただいま！忍術学園の段〜
2024年12月20日から2025年1月19日まで全国のアニメイトおよびアニメイト通販で開催。期間中に関連商品を購入・予約するとステッカーが全14種からランダムで1枚プレゼントされる。劇場半券キャンペーンも同時に実施し、劇場チケットの半券および電子チケットをレジで提示して関連商品を購入・予約すると劇場半券キャンペーンステッカーが1枚プレゼントされる。
HMV
2024年12月20日から2025年1月31日まで映画半券もしくは2次元コード劇場入場券を提示するとローソンWEB会員限定で限定のペーパースタンドがプレゼントされる。同時に「土井先生を探せ！」キャンペーン、HMV公式XリポストキャンペーンやInstagramキャンペーンも実施する。
DAM
2024年12月20日から2025年1月31日までプレゼントが抽選で当たるキャンペーンを開催。
マンガート ビームス
2024年12月21日より、本作品のコラボレーションアイテムをビームスにて販売。
ピュアニスタ
2024年12月23日から2025年2月21日までログイン限定アイテムの登場、コラボガチャやアプリ内イベント「コラボ特別記念ミッションアート」を実施。また、SNS投稿キャンペーン開催第1弾が2025年1月10日まで、第2弾が1月20日から1月31日まで実施された。
「劇場版 忍たま乱太郎 ドクタケ忍者隊最強の軍師」 公開記念モール内に隠れた“乱太郎・きり丸・しんべヱと土井先生”を探せ！の段
全国のイオンモール43館にて2025年1月10日から1月19日まで実施。館内に隠れた乱太郎・きり丸・しんべヱ・土井を探し、イオンモールアプリ内のカメラで二次元コードを読み込むと、抽選でオリジナルグリーティングカードがもらえる。
劇場版 忍たま乱太郎 ドクタケ忍者隊最強の軍師 in ナンジャタウン 開幕！“忍”形劇の段
ナンジャタウンにて2025年1月17日から5月6日まで開催。オリジナル景品がもらえるミニゲーム、オリジナルグッズやオリジナルデザートとフードが登場する。
『劇場版 忍たま乱太郎 ドクタケ忍者隊最強の軍師』 最強のカフェアルバイトの段 × TOWER RECORDS CAFE
タワーレコードカフェにて2025年1月30日から2月18日まで渋谷・名古屋・梅田・福岡の店舗で開催し、コラボメニューやオリジナルコラボグッズが登場。コラボメニューを注文するとコースターが全10種より1枚ランダムでプレゼントされる。コラボメニュー・オリジナルコラボグッズを購入するとイラストカードが全10種より1枚ランダムでプレゼントされる。
ホットペッパービューティー 「#最強の髪型」キャンペーン
2025年2月27日よりキャンペーン公式Xにて土井の限定イメチェン画像が届く参加型キャンペーンを開始。特設サイトなどでスペシャルムービーが公開された。ローソンではこの画像を3月6日から3月31日までオリジナルブロマイドとして販売。3月13日にはXにて特別オーディオコンテンツが公開され、映画本編ではイメージシーンのみであった斉藤タカ丸が登場している。
『劇場版 忍たま乱太郎 ドクタケ忍者隊最強の軍師』×アニメイトカフェ〜花いっぱいの春が来た！の段〜
2025年4月23日から5月26日までアニメイトカフェスタンド池袋4号店にて開催。コラボメニューやオリジナルグッズが登場。メニューを注文するとランダムコースターが全22種より貰える。また、6月21日から7月21日までリバイバルとしてGratte店舗・アニメイト川西・POP ＠P CAFE -KYOTO-/アニメイトカフェグラッテ＋で開催される。
かぶく忍術学園 極楽温泉の段
2025年5月22日から6月17日まで極楽湯、RAKU SPAグループの15店舗で開催。店内には描き下ろしイラストを使用した装飾が施され、オリジナルグッズを販売。コラボ限定マフラータオルをプレゼントする「忍たまプラスセット」やコラボメニューを提供し、キャラクターをイメージしたコラボ風呂が登場する。

### 関連番組
Spotify ANIZONE - アニゾーン
1月特集作品としてSpotifyで2025年1月3日から1月24日に全4回に渡り配信された。第1・2回の出演者は高山みなみ、田中真弓、一龍斎貞友。第3・4回の出演者は高山みなみ、田中真弓、一龍斎貞友、関俊彦。

## トレーディングカードゲーム
ブシロード トレーディングカード コレクションクリア
2025年4月11日に発売された。
ヴァイスシュヴァルツブラウ
2025年11月21日に発売予定。

## BD / DVD
2025年6月25日に豪華版Blu-ray(SHBR-0774)、松竹DVD倶楽部限定豪華版Blu-ray(SHBR-0775) 、通常版DVD(DASH-0161)の全3仕様で発売された。

## 配信
2025年4月10日よりU-NEXTにて独占先行レンタル配信を開始した。8月13日よりAmazon Prime Videoにて日本を含む180以上の国と地域で見放題独占配信された。

## 関連書籍
- 劇場版 忍たま乱太郎 ドクタケ忍者隊最強の軍師 公式ビジュアルブック（2025年3月19日発売、ポプラ社、ISBN 978-4-591-18515-5）[205]
- アニメコミック 劇場版 忍たま乱太郎 ドクタケ忍者隊最強の軍師（2025年3月19日発売、ポプラ社、ISBN 978-4-591-18511-7）[206]